# Стрём, Эва
Эва Стрём (швед. Eva Ström, 1947, Лидингё, лен Стокгольм) — шведская писательница.

## Биография
Дочь епископа Ингмара Стрёма. Получила медицинское образование, работала по специальности в 1974—1988. В дальнейшем занималась литературой.
Живёт на юге страны в г. Кристианстад. Дочь — поэт и певица Карин Стрём (род. 1977).

## Творчество
Дебютировала книгой стихов в 1977. Кроме поэзии, печатает литературную критику в популярной ежедневной газете Sydsvenskan. Автор нескольких романов, биографии Эдит Сёдергран.

## Книги
- Den brinnande Zeppelinaren (1977)
- Steinkind (1979)
- Det mörka alfabetet (1982, роман)
- Akra (1983)
- Samtal med en daimon (1986, роман)
- Kärleken till matematiken (1989)
- Матс Ульфсон/ Mats Ulfson (1991, роман)
- Brandenburg (1993)
- Edith Södergran (1994, биография)
- Поэзия и музыка/ Poesi och musik (1997)
- Berättelser (1997)
- Хлеб/ Bröd (1999, роман)
- Ребра городов/ Revbensstäderna (2002)
- Rött vill till rött (2004)
- Pål Svensson, skulptör (2005, в соавторстве)
- Claires leende (2007, роман)
- Нож и река/ Kniv och flod (2009, лирическая проза)
- Den flödande lyckan (2011, роман)
- Utskuren ur ett större träd (2013)

## Признание
- Премия газеты Aftonbladet (1983).
- литературного объединения Союз девятерых (1993).
- Премия Аниара (1994).
- Литературная премия Северного Совета (2003).
- Премия Бельмана (2005).
- Премия г. Кристианстад по культуре (2009) и др.
- Член Шведской королевской академии наук (с 2010).